# Alphonse Georges

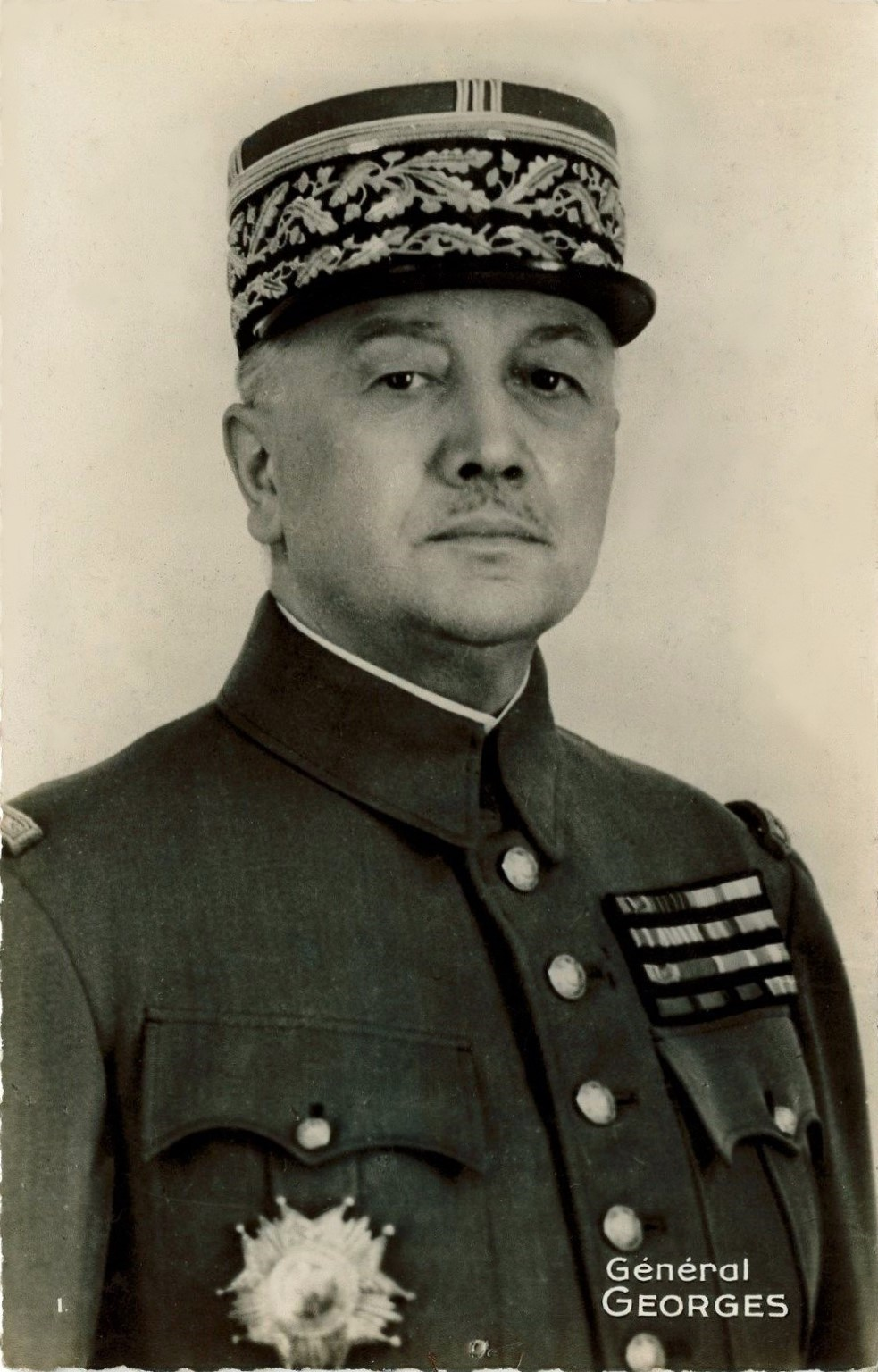
Alphonse Georges (1939)

Alphonse-Joseph Georges (* 19. August 1875 in Montluçon; † 24. April 1951 in Paris) war ein französischer General, der im Ersten und Zweiten Weltkrieg kämpfte.

## Leben

### Jugend und Karrierebeginn
Er stammte aus einer mittelständischen Familie. Während seiner Schullaufbahn in Saint-Amand-Montrond und Bourges zeigte er außergewöhnliche schulische Leistungen, später besuchte er das Lycée Lakanal in Sceaux, um sich auf die Aufnahme in der Militärakademie von Saint-Cyr vorzubereiten. 1897 verließ er Saint-Cyr als drittbester von 578 Absolventen und entschied sich für die Infanterie, namentlich für das 1er régiment de tirailleurs algériens in Algier, eines der renommiertesten Regimenter der Armee.
In Nordafrika lernte er das Kriegshandwerk und nahm an einigen Kämpfen teil, die zur Befriedung der Sahara führen sollten, wodurch seine Vorgesetzten schnell auf ihn aufmerksam wurden.
Georges heiratete 1902 eine Frau aus der örtlichen Bürgerschaft. Ab 1903 bereitete er sich auf das Auswahlverfahren am Collège interarmées de défense der École supérieure de guerre vor, das er mit Bravour bestand. Als General Toutée Kabinettschef des Kriegsministers wurde, berief er Georges im März 1908 zum Attaché von Picquart, dem Kriegsminister im Kabinett von Georges Clemenceau.
Zwei Jahre später kehrte er als Kommandant der fünfzehnten Kompanie des Zweiten „régiment de tirailleurs algériens“ nach Algerien zurück. Bereits wenige Monate später wird er dazu bestimmt, an einer „Polizeiaktion“ an der algerisch-marokkanischen Grenze teilzunehmen. Während eines ernsten Zusammenstoßes mit Rebellen, bei dem er seine Kompanie siegreich führte, wurde General Hubert Lyautey auf den furchtlosen Kapitän aufmerksam.
In Algier führte er das übliche Leben eines Garnisonsoffiziers, bis man ihm 1912 eine nahezu unlösbare Aufgabe gab: die Eingliederung der Eingeborenen. Georges schrieb binnen einiger Monate ein Dossier, das nicht alle Betroffenen für eine Lösung hielten. Joseph Joffre, ab 1916 Marschall von Frankreich, ließ Capitaine Georges um 1912/1913 ins 1. Büro des Oberkommandos des Heeres versetzen. Georges bearbeitete von da an Mobilisierungspläne für Millionen Menschen, wie es im Plan XVII vorgesehen war.

### Erster Weltkrieg
Im August 1914 diente Georges im Oberkommando der Zweiten Armee, die General Édouard de Castelnau unterstand. Anfang September erhielt er dann ein Kommando bei der Truppe, er wurde Chef eines Bataillons des 122. Infanterieregiments. Wegen einer schweren Verletzung am 11. September 1914 konnte er dieses Amt nur kurz ausüben. Nach einigen Wochen der Rekonvaleszenz wünschte sich Georges wieder ein Kommando, aber Joffre folgte diesem Wunsch nicht: Georges erschien wertvoller als Offizier im Oberkommando und wurde zum Oberkommando des Heeres versetzt.
Im Oktober 1916 gelang es ihm, zur Orientarmee zurückzukehren. Er bekam den Posten des stellvertretenden Generalstabschefs, verstand sich aber nicht mit General Maurice Sarrail. Im März 1917 kehrte er nach Frankreich zurück. Zwei Monate später erinnerte sich Charles Jonnart, der ehemalige Generalgouverneur von Algerien, an den jungen Offizier. Georges übernahm die Position eines Militärberaters. Man vertraute ihm das Kommandounternehmen an, König Konstantin I. von Griechenland festzunehmen. Dieser wollte sein Land nicht in den Krieg gegen die Mittelmächte hineinziehen lassen und war den Deutschen zugetan. Der von Georges ausgearbeitete Plan war ein voller Erfolg: der König musste Griechenland verlassen.
Zurück in Frankreich war Georges bis 1921 einer der engsten Mitarbeiter von Marschall Foch, vor allem als Bürochef für ausländischen Aktivitäten. In dieser Position hatte er einen entscheidenden Part beim Organisieren der Offensive, die Marschall Louis Félix Marie Franchet d’Esperey im September 1918 an der Salonikifront führte.

### Ruhrbesetzung
Im Dezember 1919 wurde er zum Oberst („Colonel“) ernannt. Im Januar 1922 bekam das Kommando über das 64. marokkanische Schützenregiment (64e régiment de tirailleurs marocains) in Speyer. Ein Jahr später wurde er von General Jean-Marie Degoutte gebeten, die Leitung des secrétariat des Affaires techniques bei der Ruhrbesetzung zu übernehmen. Damit endete seine Kommandantenzeit; im März 1924 wurde er zum General ernannt.

### Der Rifkrieg (1921)
Nachdem er die Kurse beim Centre des hautes études militaires (CHEM), der französischen Kriegsakademie, absolviert hatte, wurde er Generalstabschef (chef d’état-major) von General Degoutte, designierter Kommandant der Armée des Alpes im Kriegsfall. Zu dieser Zeit genoss er hohes Ansehen in der ganzen Armee; Marschall Pétain rief ihn an seine Seite als Berater im Rifkrieg. Georges entwarf und setzte in die Tat um den wesentlichen Teil des Plans, mit dem die Rebellen besiegt wurden (siehe auch Chemiewaffeneinsatz im Rifkrieg).

### Algier und Maginot
Als designierter Divisionsgeneral übernahm er, erst 18 Monate nachdem er zum Brigadegeneral ernannt worden war, das Kommando über die Division in Algier. Er blieb aber nicht länger als ein Jahr in dieser Position: Der neue Kriegsminister André Maginot wollte, dass Georges sein Kabinettschef (chef de cabinet) wurde. Nach 15 Monaten (von November 1929 bis Februar 1931) im Hôtel von Brienne, dem Sitz des Kriegsministeriums, kehrte er nach Nordafrika zurück und übernahm dort das angesehene 19. Armeekorps.

### Conseil supérieur de la Guerre
Im November 1932 wurde er zum Brigadegeneral befördert und wurde Mitglied des Obersten Kriegsrats (SG -Conseil supérieur de la guerre). Angesichts seines Alters – er war 58 Jahre alt – konnte er noch 7 bis 10 Jahre aktiv sein. Fast alle seine Generalskollegen sahen ihn als zukünftigen Generalinspekteur der Armee, also als Oberbefehlshaber im Kriegsfall.

### Das Attentat von Marseille
Im Herbst 1934 wurde Georges dazu bestimmt, den König Alexander von Jugoslawien zu empfangen, der am 9. Oktober per Schiff in Marseille eintraf. Georges und Alexander hatten im Ersten Weltkrieg Freundschaft geschlossen.
Einige Minuten nach der Ankunft der jugoslawischen Delegation kam es zu einem Attentat auf Alexander, bei dem dieser und der französische Außenminister Louis Barthou von Wlado Tschernosemski getötet wurden. Georges, der sich mit den beiden Opfern im Wagen befand, überlebte das Attentat.

### Das Oberkommando
Schließlich ernannte ihn im Januar 1935 General Gamelin als Ersatz für General Weygand, der die Altersgrenze erreicht hatte. Georges wurde Truppeninspekteur in Nordafrika, hatte aber keine anderen konkreten Aufgaben. Gamelin vertraute ihm zwar verschiedene Aufgaben an, wie z. B. die Überarbeitung des neuen Reglements für große Truppeneinheiten oder die Leitung großer Manöver, aber tatsächlich versuchte er, Georges aus den Kreisen fernzuhalten, in denen wichtige Entscheidungen getroffen wurden.
Bei den zahlreichen Konferenzen in dieser Zeit fand Georges stets eine Gelegenheit, auf verschiedene Defizite in der Armee hinzuweisen: fehlendes Training der Reservisten, sehr unzureichende Motorisierung, Mängel in der Fliegerei, Mängel bei der Produktion moderner Rüstungsgüter und vieles mehr. Im Zweiten Weltkrieg, der im September 1939 ausbrach, bestätigte sich dies.

### Zweiter Weltkrieg

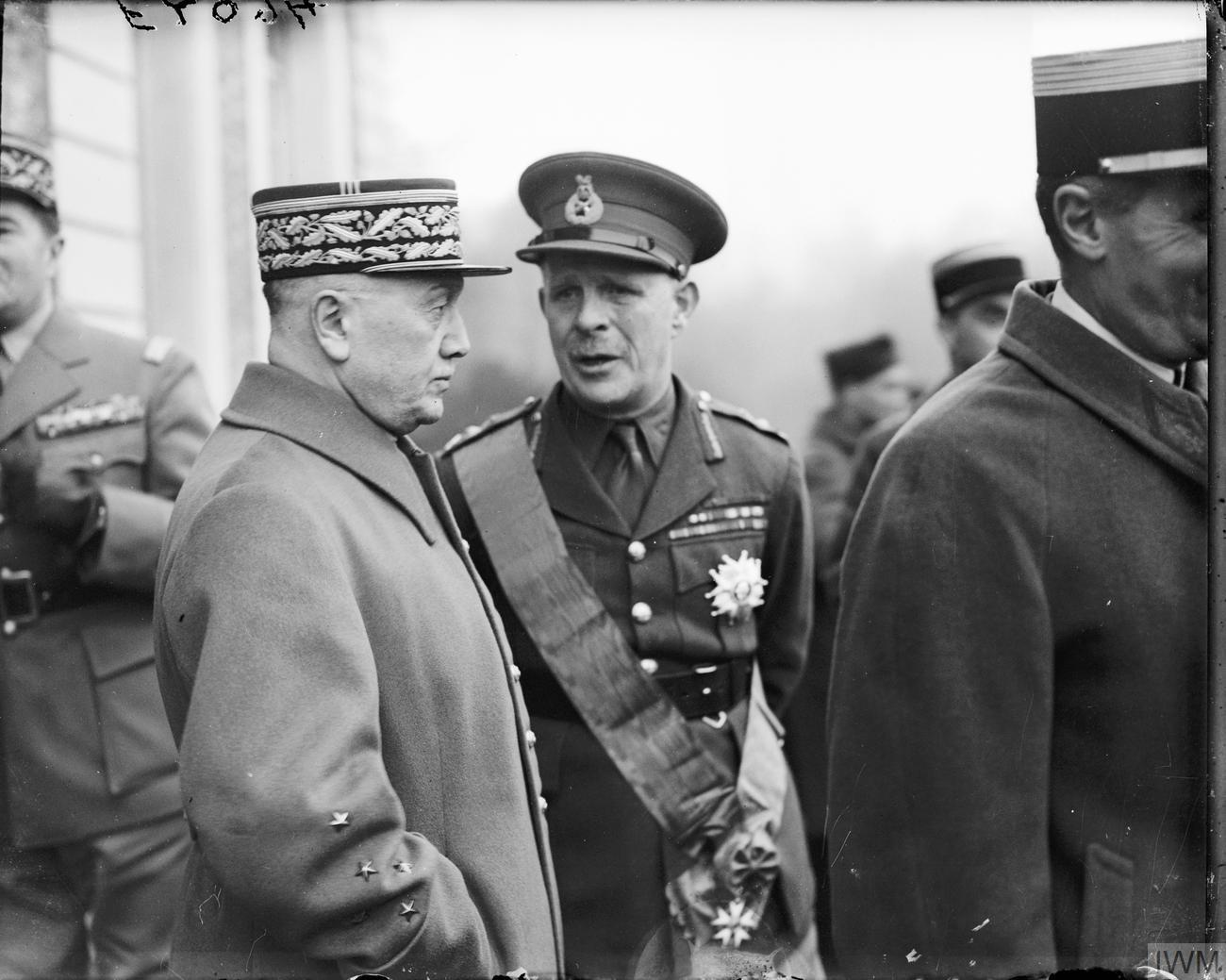
Georges (links) und Lord Gort

Bei der Mobilmachung wurde er Adjutant von General Maurice Gamelin für die nordöstliche Front und dann im Dezember Befehlshaber dieses Frontabschnitts.
Dieser Titel war jedoch irreführend: Georges sah seine Befugnisse beschnitten, weil Gamelin das Hauptquartier der Alliierten in Europa (Grand quartier général des puissances alliées en Europe) (GQG) aufspaltete und Georges sowohl Mittel als auch einige seiner engsten Mitarbeiter entzog. Georges konnte deshalb sein Kommando nicht voll ausfüllen. Zudem musste er einen Plan ausführen, den er ablehnte; vor allem die Verlegung der 7. Armee nach Holland.
Der am 10. Mai 1940 beginnende Westfeldzug der deutschen Wehrmacht bewies die Unfähigkeit der französischen Armee, strategische Bewegungen durchzuführen. Die Front brach am 15. Mai bei Sedan an der Maas zusammen. Georges erkannte die Lage, aber seine Befehle trafen oft zu spät ein. Der Feind marschierte mit nie gesehener Geschwindigkeit voran. Nach der Ablösung Gamelins durch Weygand am 19. Mai erhielt Georges seine Mittel zurück. Er begann, neue Verteidigungslinien zu organisieren. Dabei war ihm durchaus bewusst, dass die Deutschen nun, nach der Besiegung der nördlichen Armeen, zweimal so viele Divisionen hatten wie die Alliierten.
Nach dem Waffenstillstand von Compiègne stellte Georges innerhalb kürzester Zeit eine neue „Vichy-Armee“ auf, die in der Hauptstadt nicht mehr als 10.000 Mann zählen durfte. Als er im August 1940 die Altersgrenze – 65 Jahre – erreichte, wurde er in die deuxième section du cadre des officiers généraux versetzt.

### Algier bzw. CFLN
1943 organisierte Churchill, dass Georges aus Frankreich ausgeflogen wurde, damit er in Algerien mit General Henri Giraud zusammenarbeiten konnte. Georges nahm von Juni bis November aktiv am Französischen Komitee für die Nationale Befreiung (CFLN – Comité français de la Libération nationale) teil; es gelang ihm aber nicht, seinen gemäßigten Standpunkt durchzusetzen. Er wurde von General de Gaulle kaltgestellt und zog sich endgültig von jedweder politischen oder militärischen Aktivität zurück.

### Nach dem Krieg
Georges starb 1951 im Militärhospital Val-de-Grâce in Paris.

## Auszeichnungen

### Frankreich
- Großkreuz der Ehrenlegion
- Militärmedaille
- Croix de guerre 1914–1918 zwei Palmen
- Croix de guerre des TOE, zwei Palmen
- Kolonialmedaille mit Spangen Sahara und Marokko
- Offizier des Ordre du Mérite agricole
- Offizier des Ordre des Palmes Académiques

### Andere Länder
- Honorary Companion des Distinguished Service Order (Britisches Empire)
- Honorary Knight Commander des Order of the Bath (Britisches Empire)
- Kommandeur des Leopoldsordens (Belgien)
- Belgisches Kriegskreuz 1914–1918
- Offizier des Militär-Verdienstordens (Bulgarien)
- Offizier des Sterns der Grande Comore
- Offizier des Erlöser-Ordens (Griechenland)
- Kriegskreuz (Griechenland)
- Griechisches Kriegsverdienstkreuz (1917)
- Großoffizier des Ordens der Krone von Italien
- Kriegsverdienstkreuz (Italien)
- Ritter 1. Klasse des Sankt-Olav-Ordens (Norwegen)
- Ritter 2. Klasse des Solidaritsordens (Panama)
- Kommandeur des Ordens Georgs I. (Griechenland)
- Offizier des Ritterordens von Avis (Portugal)
- Kommandeur des Ordens der Krone von Rumänien
- Orden des Heiligen Wladimir 4. Klasse (Russland)
- Kaiserlich-Königlicher Orden vom Weißen Adler 4. Klasse (Russland)
- St.-Sava-Orden 5. Klasse (Serbien)
- Orden des Karađorđe-Sterns
- Virtuti Militari (Polen)
- Großkreuz des Militär-Verdienstordens (Spanien)
- Großoffizier des Ordens Karls III. (Spanien)
- Großkreuz des Nischan el Iftikhar (Tunesien)
- Großkreuz des Ouissam Alaouite (Marokko)
- Kommandeur des Ordens des Heiligen Schatzes (Japan)
- Großkreuz des Jadeordens (China)